# L'Empire du crime
À ne pas confondre avec L'Emprise du crime
Série Trilogie du Milieu
Milan calibre 9
(1972) Le Boss
(1973)
Pour plus de détails, voir Fiche technique et Distribution.
L'Empire du crime ou Passeport pour deux tueurs (La mala ordina) est un poliziottesco germano-italien réalisé par Fernando Di Leo, sorti en 1972, avec Mario Adorf, Woody Strode, Henry Silva, Adolfo Celi et Luciana Paluzzi dans les rôles principaux.
Le film marque le deuxième épisode de la trilogie du Milieu. Il suit Milan calibre 9 et précède Le Boss.

## Synopsis
Un chargement de drogue disparaît entre l'Italie et New York. Luca Canali (Mario Adorf) est soupçonné d'être l'auteur de ce vol et est traqué par deux tueurs à gages, David Catania (Henry Silva) et Frank Webster (Woody Strode). Mais les véritables auteurs du vol sont également à la recherche de Canali pour l’empêcher de parler. Quand la famille de Canali est assassinée sous ses yeux, ce dernier cesse de fuir et entreprend sa vengeance.

## Fiche technique
- Titre : L'Empire du crime ou Passeport pour deux tueurs
- Titre original : La mala ordina (litt. « Le mauvais ordre/commandement »)
- Titre de travail : Ordini da un altro mondo (litt. « Des ordres d'un autre monde »)
- Titre allemand : Der Mafiaboss - Sie töten wie Schakale[1] (litt. « Le chef de la mafia - Ils tuent comme des chacals »)
- Réalisation : Fernando Di Leo
- Assistant réalisateur : Franco Lo Cascio
- Scénario : Fernando Di Leo, Augusto Finocchi et Ingo Hermes d'après le recueil de nouvelles Milano Calibro 9 de Giorgio Scerbanenco
- Photographie : Franco Villa
- Musique : Armando Trovajoli
- Montage : Amedeo Giomini
- Décors : Francesco Cuppini
- Production : Armando Novelli
- Société(s) de production : Cineproduzioni Daunia 70 et Hermes Synchron
- Pays d'origine :  Italie,  Allemagne de l'Ouest[1]
- Langues originales : italien, anglais
- Genre : poliziottesco, action, thriller et film de gangsters
- Durée : 95 minutes
- Dates de sortie :
  - Italie : 2 septembre 1972
  - France : 12 septembre 1979

## Distribution
- Mario Adorf : Luca Canali
- Henry Silva : David Catania
- Woody Strode : Frank Webster
- Adolfo Celi : Don Vito Tressoldi
- Luciana Paluzzi : Eva Lalli
- Franco Fabrizi : Enrico Morosini
- Sylva Koscina : Lucia Canali
- Francesca Romana Coluzzi : Triny
- Femi Benussi : Nana
- Peter Berling : Damiano
- Cyril Cusack : Corso
- Gianni Macchia : Nicola
- Franca Sciutto (it)
- Lina Franchi
- Jessica Dublin (it)
- Omero Capanna (it)
- Andrea Scotti
- Gilberto Galimberti (de)
- Ulli Lommel
- Pietro Ceccarelli (it)
- Guerrino Crivello (it)
- Ettore Geri (it)
- Fernando Di Leo
- Lara Wendel
- Renato Zero

## Production
Comme le précédent Milan calibre 9 (Milano calibro 9), ce film est réalisé d'après le recueil de nouvelles Milano Calibro 9 de l'écrivain italien Giorgio Scerbanenco. Ce livre a été traduit en France en deux parties dans la collection 10/18 sous les titres Milan calibre 9 et N’étranglez pas trop.
Les prises de vues ont eu lieu au Dear Studios à Rome et en extérieur à Milan.

## Dans la culture populaire
Quentin Tarantino s'est inspiré du film pour créer les rôles de Jules Winnfield et Vincent Vega, les gangsters du film Pulp Fiction.